# To klaverstykker opus 68
To klaverstykker opus 68 is een verzameling van twee werkjes voor piano solo van Agathe Backer-Grøndahl. De bundel werd uitgegeven door Brødrene Hals Muziekuitgeverij (nrs. 1180-1181). Het is onduidelijk of dat voor of na het overlijden van de componiste (4 juni) plaatsvond. De bundel is opgedragen aan Lalla Wiborg, een zangeres.
De twee stukken:
- Taagedans, naar het gedicht Aftentaager, in poco andantino in Es majeur in 6/8-maatsoort
- Valse graçieuse in allegretto in F majeur in ¾-maatsoort.

Rolf Brandt-Rantzau speelde de Valse graçieuse tijdens een avondconcert dat geheel gevuld was met muziek van Backer-Grøndahl op 10 oktober 1907.  